# Pobreza na Bulgária
A pobreza na Bulgária é um fenômeno comum. Em 2020, a linha de pobreza era uma renda mensal não superior a 185 euros, e cerca de 1,5 milhões de cidadãos búlgaros (22% da população) viviam abaixo da linha de pobreza.
De acordo com o Eurostat, em 2017, 23,4% da população búlgara vivia em risco de pobreza.